# La Rosière (Alta Saona)
La Rosière è un comune francese di 98 abitanti situato nel dipartimento dell'Alta Saona nella regione della Borgogna-Franca Contea.

## Società

### Evoluzione demografica
Abitanti censiti